# Józef Antoni Markowski
Józef Antoni Markowski (ur. 29 października 1874 we Lwowie, zm. 29 maja 1947 w Dąbrowie) – polski anatom, antropolog.

## Życiorys
Urodził się w rodzinie Antoniego i Anieli z Heimrothów. Był starszym bratem Zygmunta, patologa, lekarza internisty. Ukończył gimnazjum w Stryju, świadectwo dojrzałości uzyskał w 1893 roku. Następnie studiował na Uniwersytecie Franciszkańskim we Lwowie, na wydziale filozofii i lekarskim. W 1900 roku otrzymał tytuł doktora medycyny, potem ukończył studia na wydziale filozofii i w 1903 roku złożył egzamin z nauk matematyczno-przyrodniczych. W 1896 roku został najpierw demonstratorem, a potem młodszym asystentem w Zakładzie Anatomii Prawidłowej we Lwowie, prowadzonym przez Henryka Kadyia. Od 1900 do 1901 roku jako starszy asystent w Zakładzie Patologii. W 1905 roku habilitował się w zakresie anatomii prawidłowej i topograficznej. Od 1906 roku kontynuował studia w Innsbrucku u Hochstettera i Iheidera oraz w Neapolu i Trieście. Od 1911 roku wykładał histologię i embriologię na Akademii Medycyny Weterynaryjnej we Lwowie, w 1912 objął katedrę Anatomii Prawidłowej na Uniwersytecie Lwowskim, od 1913 roku jako profesor zwyczajny. W latach 1914–1918 był lekarzem wojskowym w laboratorium epidemiologicznym we Lwowie. W latach 1921–1922 organizował Zakład Anatomii Uniwersytetu Poznańskiego.
Był członkiem Polskiej Akademii Lekarskiej, członkiem czynnym Polskiej Akademii Umiejętności, członkiem Towarzystwa Naukowego we Lwowie.
Zajmował się głównie anatomią prawidłową i porównawczą układu nerwowego. Pierwsze prace dotyczyły rozwoju mostka i jego kostnienia; następnie poświęcił się badaniu embriologii opon, zatok opony twardej i żył mózgu. Badał wpływ nikotyny na ośrodki oddechowy i naczynioruchowy u zwierząt. Część prac, m.in. dotyczących anatomii układu limfatycznego nigdy nie została opublikowana. Brał udział w ukończeniu prac nad podręcznikiem anatomii prawidłowej Adama Bochenka. Jego habilitantami byli Edward Loth, Tadeusz Marciniak i Marian Kostowiecki. Uczennicą Markowskiego była też późniejsza profesor anatomii Janina Sokołowska-Pituchowa.
W 1944 roku podczas przymusowego wysiedlania Polaków ze Lwowa wyjechał z rodzinnego miasta.